# Livre d'heures noir de Galeazzo Maria Sforza
Pour les articles homonymes, voir Livre d'heures noir.
Ne doit pas être confondu avec Heures Sforza.
Le Livre d'heures noir dit de  Galeazzo Maria Sforza est un livre d'heures manuscrit enluminé dont les feuillets sont teints en noir et écrits en lettres d'or et d'argent. Il a été réalisé en Flandre, sans doute entre 1466 et 1477. Il est actuellement conservé à la Bibliothèque nationale autrichienne à Vienne. 

## Historique
Obscure, l'origine du manuscrit fait l'objet de controverses. La seule certitude est qu'il appartint à Galéas Marie Sforza, dont on trouve les armes à plusieurs reprises dans les marges. Il a sans doute été réalisé en Flandre, comme la quasi-totalité des livres d'heures noirs et ainsi que l'indique son style décoratif. Mais rien n'explique les circonstances de son acquisition par le duc de Milan. 
Selon une tradition, le manuscrit serait entré en possession des Habsbourg en 1493 avec la dot de Blanche-Marie Sforza, fille de Galéas-Marie, à l'occasion de son mariage avec Maximilien 1er. Cependant, le manuscrit n'apparaît dans les inventaires de la Bibliothèque impériale de Vienne que depuis 1795.

## Un livre d'heures de Charles le Téméraire?
Ce manuscrit est l'un des très rares ornés de pages noires qui soient parvenus jusqu'à nous. L'un des quelques manuscrits documentés ayant appartenu à Charles le Téméraire est un ouvrage qui lui fut offert en 1466 par les magistrats du Franc de Bruges. Enluminé par Philippe de Mazerolles, il fut achevé en 1468. Plusieurs historiens de l'art ont tenté de voir dans ce manuscrit celui de Vienne. Selon Antoine de Schryver, les armes des Sforza auraient été ajoutées ultérieurement par une autre main. Le prince lombard aurait acquis ce manuscrit des Suisses, qui l'auraient reçu en butin, en 1476, après leurs batailles victorieuses de Grandson et de Morat contre Charles le Téméraire.
Cette hypothèse est fortement critiquée. Pascal Schandel estime que le manuscrit aurait suivi, entre la Flandre et l'Italie, un parcours bien trop hypothétique.  Ses seules marques de propriétés sont celles du duc italien. Il identifie le livre d'heures noir de Charles le Téméraire comme un manuscrit disparu dont il ne subsiste que deux fragments, l'un conservé au musée du Louvre (MI 1091) et l'autre à la Bibliothèque nationale de France (NAL149).

## Décoration
La décoration du manuscrit présente une grande homogénéité. Elle est attribuée à l'artiste anonyme appelé le « Maître d'Antoine de Bourgogne », qui a  réalisé trois manuscrits pour le demi-frère de Charles le Téméraire. Assez originale, l'œuvre de ce peintre diffère de la production brugeoise contemporaine. Selon certains historiens de l'art, le manuscrit pourrait être d'origine hollandaise. Antoine de Schryver tente au contraire d'y distinguer une influence française. Il remarque que la période d'activité du maître anonyme coïncide avec celle de Philippe de Mazerolles. Pour Pascal Schandel au contraire, le fait qu'un artiste unique ait travaillé aux « Heures noires de Vienne » contredit les d'archives, selon lesquelles Philippe de Mazerolles ne serait intervenu qu'à l'occasion d'une deuxième campagne décorative. Par ailleurs, Schandel ne distingue dans le manuscrit aucune influence française.

## Description
Le manuscrit contient :
- 14 miniatures à pleine page ;
- 24 miniatures de petit format - essentiellement des lettrines historiées ;
- 71 médaillons marginaux, dont certains illustrent des proverbes flamands.

Il se présente comme un livre d'heures classique à l'usage de Rome, auquel ont été ajoutés un office de la Vierge et des prières mariales. Le calendrier accuse un caractère spécifiquement brugeois.
Il est dépourvu de reliure. Comme la teinture noire exerce sur le parchemin un effet corrosif irréversible, chacun de ses folios est aujourd'hui conservé entre des plaques de verre acrylique.

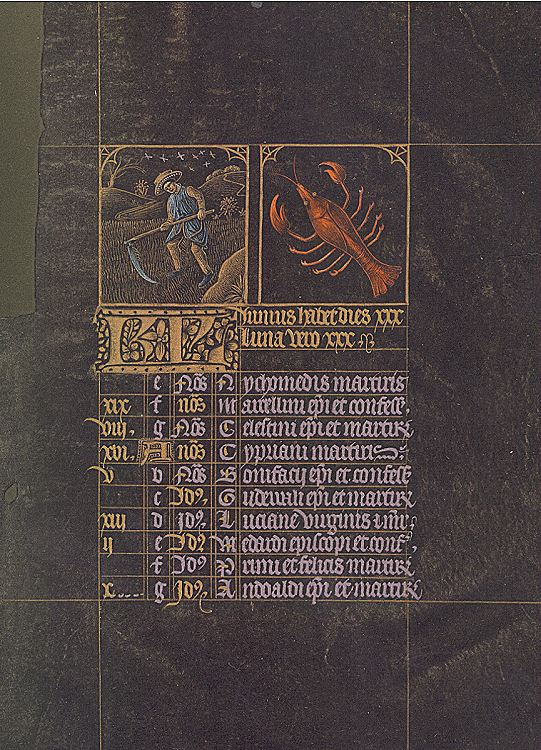
Page du calendrier : mois de juin.
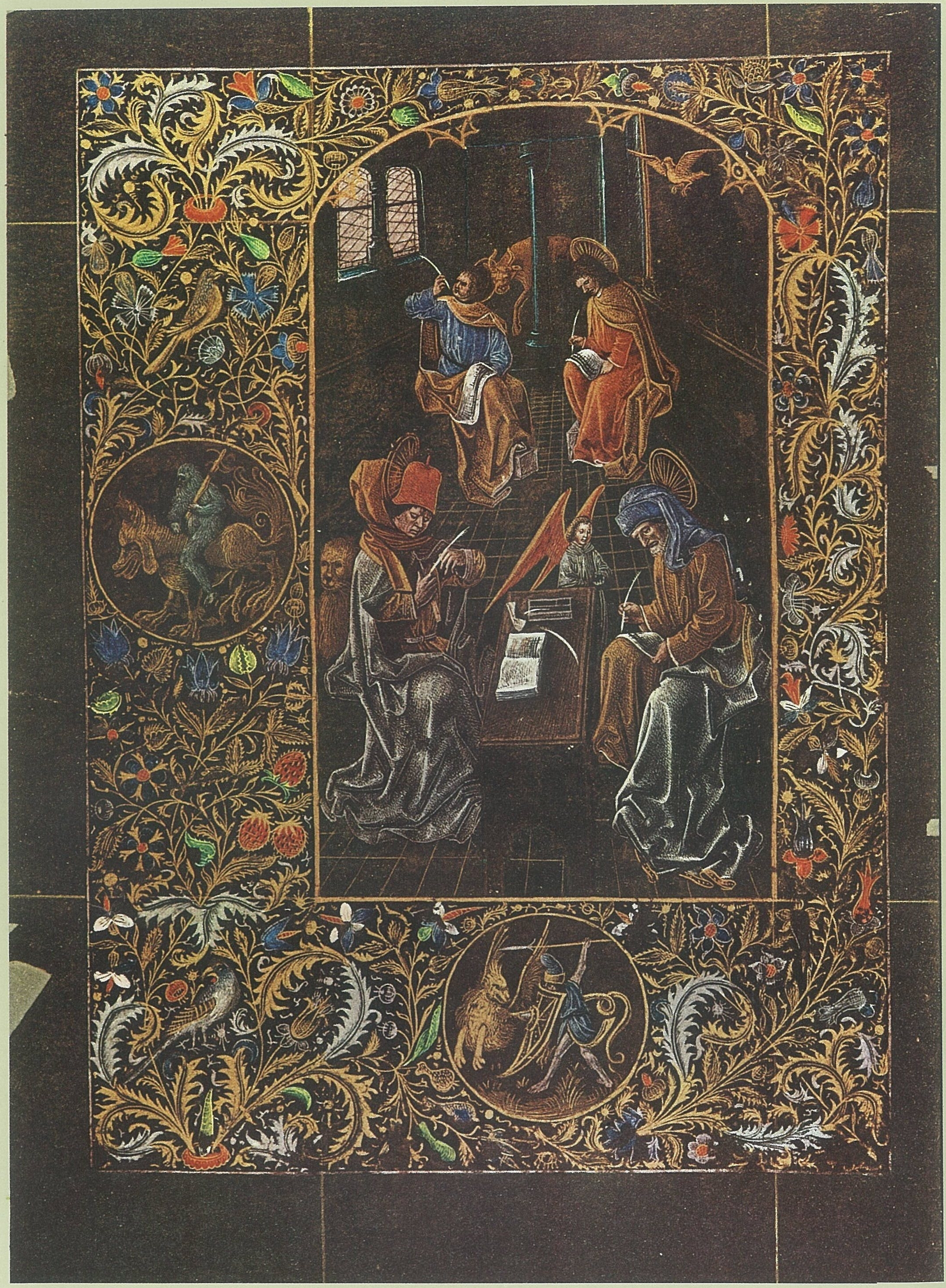
Miniature pleine page : les quatre évangélistes.
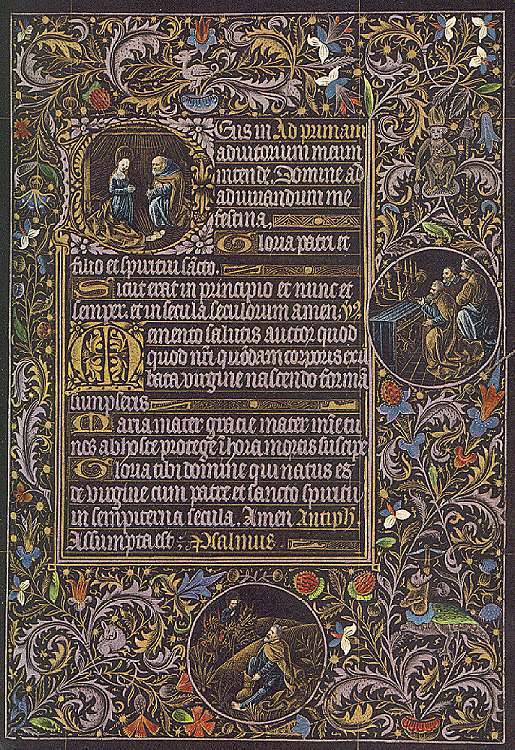
Page à médaillons marginaux du Buisson ardent et d'Aaron et une lettrine historiée représentant la Nativité.